# Saraiva (Uberlândia)

Saraiva é um bairro oficial da Zona Sul de Uberlândia, e está localizado à 2 km do hipercentro da cidade. Mas o bairro está geograficamente à Leste da Zona Central de Uberlândia, e não à Sul.
- O bairro Saraiva é formado pelos antigos loteamentos Santa Maria, Vila Presidente Vargas, Vila Belo Horizonte, Vila Dr. Vasco Gifone, Cazeca (parte), Vila Saraiva III e Jardim Ozanan (parte).[1]
- O Saraiva, faz divisa com as zonas Leste e Central de Uberlândia.

## História do Saraiva
- O bairro Saraiva, ficava numa fazenda, denominada Campo Alegre, pertencente ao Vigilato Pereira (nome dado ao bairro vizinho, também na zona sul), que posteriormente foi passada para o português Joaquim Saraiva (nome dado a uma escola estadual no bairro, na divisa com o antigo Santa Maria), no século XIX. O bairro na época, era conhecido como Vila Presidente Vargas, que nos anos 60, começou a ser chamado de Saraiva, mudança essa feita pelo antigo prefeito de Uberlândia, Vasconcelos Costa. O desenvolvimento do bairro se deu por conta dos trilhos da Mogiana, que passava por ali, importante rota de escoamento das indústrias.[2]
- O Saraiva foi formado inicialmente por famílias de baixa renda, e só em 1995 foi regularizado, pelo então prefeito Paulo Ferolla.
- Em 2021, o bairro Saraiva ainda tem partes antigas e com casas mais simples, mas em boa parte, principalmente no antigo bairro Santa Maria, há edifícios e casas de médio e alto padrão.
- Além disso, o Saraiva é cortado pelas duas principais vias da cidade de Uberlândia, as avenidas Rondon Pacheco e João Naves de Ávila, além de ruas como Duque de Caxias, Olegário Maciel e Nicodemos Alves dos Santos, principais ligações entre Centro e Zona Sul, incluindo o Saraiva. A avenida Anselmo Alves dos Santos também corta um pequeno trecho do bairro.[3][4][5]

## Comércio
- O Saraiva tem diversos comércios espalhados no bairro, desde restaurantes, hamburguerias, supermercados, até salões de beleza, academias, bancos, pesque e pague, hoteis, entre outros. Além de um shopping center, na divisa com o bairro Vigilato Pereira.

## Saúde e Educação
- Tem algumas escolas particulares, além da Estadual Maria da Conceição Barbosa de Sousa e Estadual Joaquim Saraiva.[6][7]

## Lazer
- Tem algumas praças públicas, sendo elas as praças Virgilato Orozimbo Pereira (Santa Maria), Rubens Pereira de Rezende (Santa Maria), Dr. Manoel Crosara (Santa Maria), Dr. Ney Hugo de Alencar e Vasco Gifone.[8]